# ياسمين حناني
ياسمين حناني (بالإنجليزية: Yasmine Hanani)‏ هي ممثلة أمريكية من أصول عراقية ولدت في 5 يونيو 1980، حناني ولدت في مدينة بلتيمور، مريلاند وثم انتقلت إلى ساوثفيلدز في ولاية ميشيغان ثم انتقلت إلى جنوب كاليفورنيا، ياسمين عملت على اعداد تقارير أصوات العراق، كما انها مثلت في فلم معركة من اجل حديثة. كما انها مثلت العراق في مسابقة ملكة جمال آسيا.

## روابط خارجية
- ياسمين حناني على موقع IMDb (الإنجليزية)
- ياسمين حناني على موقع قاعدة بيانات الفيلم (الإنجليزية)